# هجرة القيمة
في مجال التسويق، هجرة القيمة هي تحول القوى المولدة للقيمة. تنتقل القيمة من نماذج الأعمال القديمة إلى تصاميم أعمال أكثر قدرة على تلبية أولويات العملاء. استراتيجية التسويق هي فن خلق القيمة للعميل. ولا يمكن القيام بذلك إلا من خلال تقديم منتج أو خدمة تتوافق مع احتياجات العملاء. في بيئة الأعمال سريعة التغير، فإن العوامل التي تحدد القيمة تتغير باستمرار.